# Alfons Pažur
Alfons Pažur bio je hrvatski nogometaš i nogometni reprezentativac.

## Nogometaška karijera

### Klupska karijera
Igrao je za zagrebačku Concordiju.

### Reprezentativna karijera
Za reprezentaciju odigrao je jednu utakmicu. Bilo je to u utakmici protiv Italije 4. studenoga 1925. u Padovi.
Bio je među pozvanima na OI 1924. u Parizu, a od hrvatskih nogometaša s njim su bili u izabranom sastavu Dragutin Babić, Slavin Cindrić, Artur Dubravčić, Stjepan Bocak, Andrija Kujundžić, Dragutin Friedrich, Antun Pavleković, Adolf Percl, Dragutin Vragović, Dragutin Vrđuka, Branko Zinaja, Emil Perška, Eugen Dasović, Emil Plazzeriano, Janko Rodin, Marijan Marjanović, Rudolf Rupec, Stjepan Vrbančić i Vladimir Vinek. Nije odigrao ni jednu utakmicu na turniru, nego je bio među pričuvama.